# František Šabata
František Šabata (30. listopadu 1858 Vrbice – 19. listopadu 1942 Vrbice) byl český a československý katolický politik a meziválečný poslanec a senátor za Československou stranu lidovou.

## Biografie
Jeho otec Jan Šabata (1834–1906) byl za Rakouska-Uherska obecním starostou ve Vrbici, okresním starostou a poslancem Českého zemského sněmu.
František absolvoval gymnázium v Rychnově nad Kněžnou a v roce 1879 hospodářskou akademii v Táboře. V letech 1880–1886 působil jako úředník-správce velkostatku Zdeňka Kolovrata v Rychnově nad Kněžnou. Roku 1886 převzal po otci rodový statek ve Vrbici. Politicky aktivní byl již za Rakouska-Uherska. Od roku 1890 byl činný v obecním zastupitelstvu rodné obce. V letech 1898–1921 zde zastával post starosty, byl členem okresního zastupitelstva a dlouholetým předsedou místní školní rady. Od poloviny 90. let 19. století se věnoval práci ve prospěch katolicky orientovaného rolnictva. Pořádal přednášky s národohospodářskou tematikou v hospodářském spolku v Chlenech a okolí a vyvíjel rozsáhlou publicistickou činnost na stránkách denního tisku a hospodářsky orientovaných časopisů. Od počátku 20. století se jeho veřejné působení rozšířilo do regionu severovýchodních Čech a stal se funkcionářem Sdružení českých katolických zemědělců pro Království české. V roce 1908 zakládal Hospodářské sdružení českých křesťanských zemědělců. Náležel k agrární frakci, která pod vedením Václava Myslivce postupně ovládla křesťanskosociální hnutí a Stranu katolického lidu, jež se pak transformovala na Českou stranu křesťansko-sociální v království Českém (1910–1914). Na IV. sjezdu této strany v roce 1912 (podle jiného zdroje až roku 1913) vystřídal v čele Ústředního výkonného výboru v předsednické funkci Rudolfa Horského a setrval v ní až do roku 1919, kdy ho ustavující sjezd ČSL v Praze potvrdil jako předsedu zemské organizace ČSL v Čechách, i když faktický vliv zde spíše měl Bohumil Stašek. Jeho zásluhy byly oceněny papežským vyznamenáním – křížem Pro Ecclesia et Pontifice.
Ve volbách do Říšské rady roku 1907 se stal jako jeden ze sedmi českých katolických reprezentantů z Čech poslancem Říšské rady (celostátní parlament), kam byl zvolen za okrsek Čechy 060. Usedl do poslanecké frakce Český katolicko-národní klub. Ve vídeňském parlamentu setrval do konce funkčního období sněmovny, tedy do roku 1911.
Po vzniku Československa zasedal za Československou stranu lidovou v Revolučním národním shromáždění. Mandát nabyl v lednu 1919. Byl profesí rolníkem a starostou.
V parlamentních volbách v roce 1920 získal senátorské křeslo v Národním shromáždění. Mandát obhájil v parlamentních volbách v roce 1925 a parlamentních volbách v roce 1929. Senátorem byl do roku 1935.
I ve 20. letech 20. století byl předsedou české zemské organizace lidovců.